# انگو بورکووسکی
انگو بورکووسکی (آلمانی: Ingo Borkowski؛ زادهٔ ۲ اکتبر ۱۹۷۱) قایقران قایق بادبانی اهل آلمان است.